# Елементарні перетворення матриці
Елементарні перетворення матриці — перетворення матриці, в результаті яких зберігається еквівалентність матриць. Таким чином, елементарні перетворення не змінюють множину розв'язків системи лінійних алгебраїчних рівнянь, яку представляє ця матриця.

## Означення елементарних перетворень матриці
Нехай задана матриця А, що складається з m рядків та n стовпців:
елементарними перетвореннями називаються такі перетворення:

- множення рядка (стовпця) матриці на число.
- додавання до рядка (стовпця) інший рядок (стовпець), домножений на довільне число.

Дані перетворення також називаються елементарними перетвореннями рядків. Аналогічно визначаються елементарні перетворення стовпців.

## Приклад
- Якщо i-ий рядок матриці A домножити на число α, то А буде виглядати так:

- Якщо до i-го рядка матриці додати k-ий рядок(домножений на число α), то A буде виглядати так:

## Елементарні матриці
Елементарні перетворення матриці можна одержати домноженням зліва на елементарні матриці, що відрізняються від одиничної лише одним елементом. Так матриця, що відповідає множенню i-го рядка на {\displaystyle \alpha \,} має вигляд:
{\displaystyle T_{i}(\alpha )={\begin{bmatrix}1&&&&&&\\&\ddots &&&&&\\&&1&&&&\\&&&\alpha &&&\\&&&&1&&\\&&&&&\ddots &\\&&&&&&1\end{bmatrix}}\quad }
Матриця, що відповідає додаванню до i-го рядка матриці j-го рядка домноженого на число {\displaystyle \alpha \,} має вигляд:
{\displaystyle T_{i,j}(\alpha )={\begin{bmatrix}1&&&&&&&\\&\ddots &&&&&&\\&&1&&&&&\\&&&\ddots &&&&\\&&\alpha &&1&&\\&&&&&&\ddots &\\&&&&&&&1\end{bmatrix}}}